# Beisbol

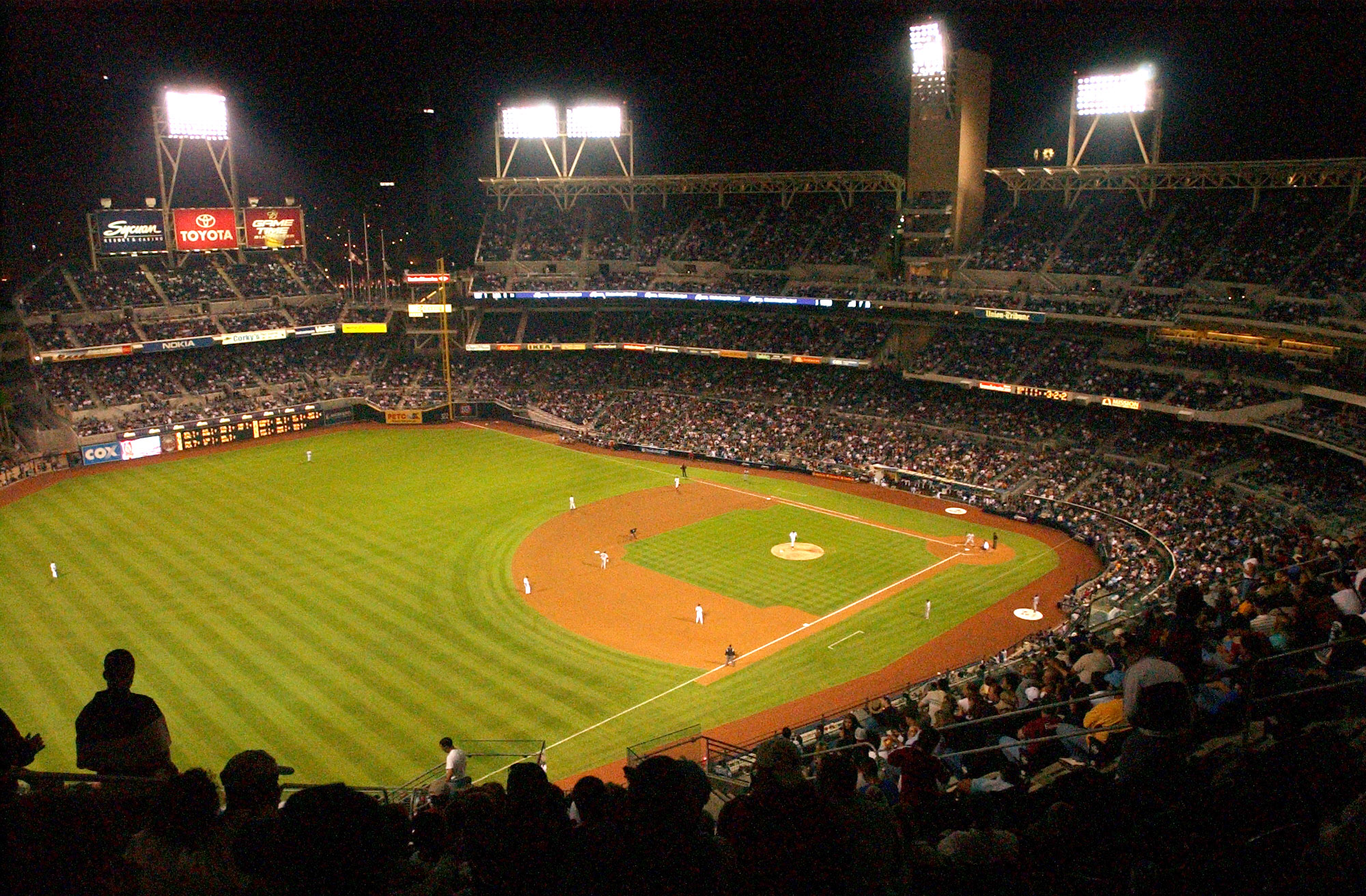
Imatge d'un estadi de beisbol als Estats Units.

El beisbol (de l'anglès baseball) és un esport l'objectiu del qual és tractar d’aconseguir el major nombre de curses picant una pilota per mitjà d'un bat i tocant una sèrie de quatre bases disposades als cantons d'un quadrat d'aproximadament 27,5 metres, anomenat "diamant". Els jugadors d'un equip (l'equip atacant), s'alternen per batre contra el llançador de l'altre equip (l'equip defensor), que intenta evitar que aconsegueixin curses eliminant-los de diverses maneres. Un jugador de l'equip atacant es pot aturar a qualsevol de les bases i avançar més tard gràcies a la batuda d'un company d'equip o d'altres maneres. Els equips intercanvien la posició atacant-defensora cada vegada que l'equip defensor aconsegueix tres eliminacions. Un torn al bat per cada equip és una entrada; els partits professionals es componen de nou entrades. L'equip amb més corregudes al final del partit és el guanyador.
Havent evolucionat a partir de jocs de bat i pilota més antics, a mitjans del segle xviii ja es jugava una forma primitiva de beisbol a Anglaterra. Aquest joc, així com el joc relacionat dels rounders, foren duts als Estats Units per immigrants britànics i irlandesos, on es desenvolupà la versió actual del beisbol. Cap a finals del segle xix, el beisbol era àmpliament considerat l'esport nacional dels Estats Units. El beisbol, a nivell professional, aficionat i per a nens i joves, És popular a Amèrica del Nord, parts d'Amèrica Central i del Sud, el Carib i parts de l'Àsia oriental. A vegades hom s'hi refereix com a hardball ('bola dura'), en contrast amb el joc derivat anomenat softball ("bola tova").
Als Estats Units, els equips professionals de la Major League Baseball (MLB) estan dividits entre la Lliga Nacional (NL) i la Lliga Americana (AL). Cadascuna d'elles té tres divisions: Est, Oest i Central. Cada temporada, el campió de la Major League és determinat per unes finals que culminen en la World Series. Cada lliga contribueix quatre equips a les finals: els tres guanyadors de la temporada regular, més un equip wild card. El beisbol és el principal esport d'equip al Japó i Cuba, on el nivell més alt també està dividit en dues lligues: al Japó, la Lliga Central i la Lliga Pacífica, i a Cuba, les Lligues de l'Oest i de l'Est. A les lligues Nacional i Central, el llançador ha de batre, seguint les regles tradicionals. En canvi, a les lligues Americana, Pacífica i les dues de Cuba, hi ha un desè jugador, el batedor designat, que bat en lloc del llançador. Tots els equips d'alt nivell tenen un sistema de pedrera amb un o més equips de les lligues menors. Aquests equips permeten als jugadors joves desenvolupar-se, guanyant experiència al terreny de joc contra rivals d'habilitat similar.

## Reglament

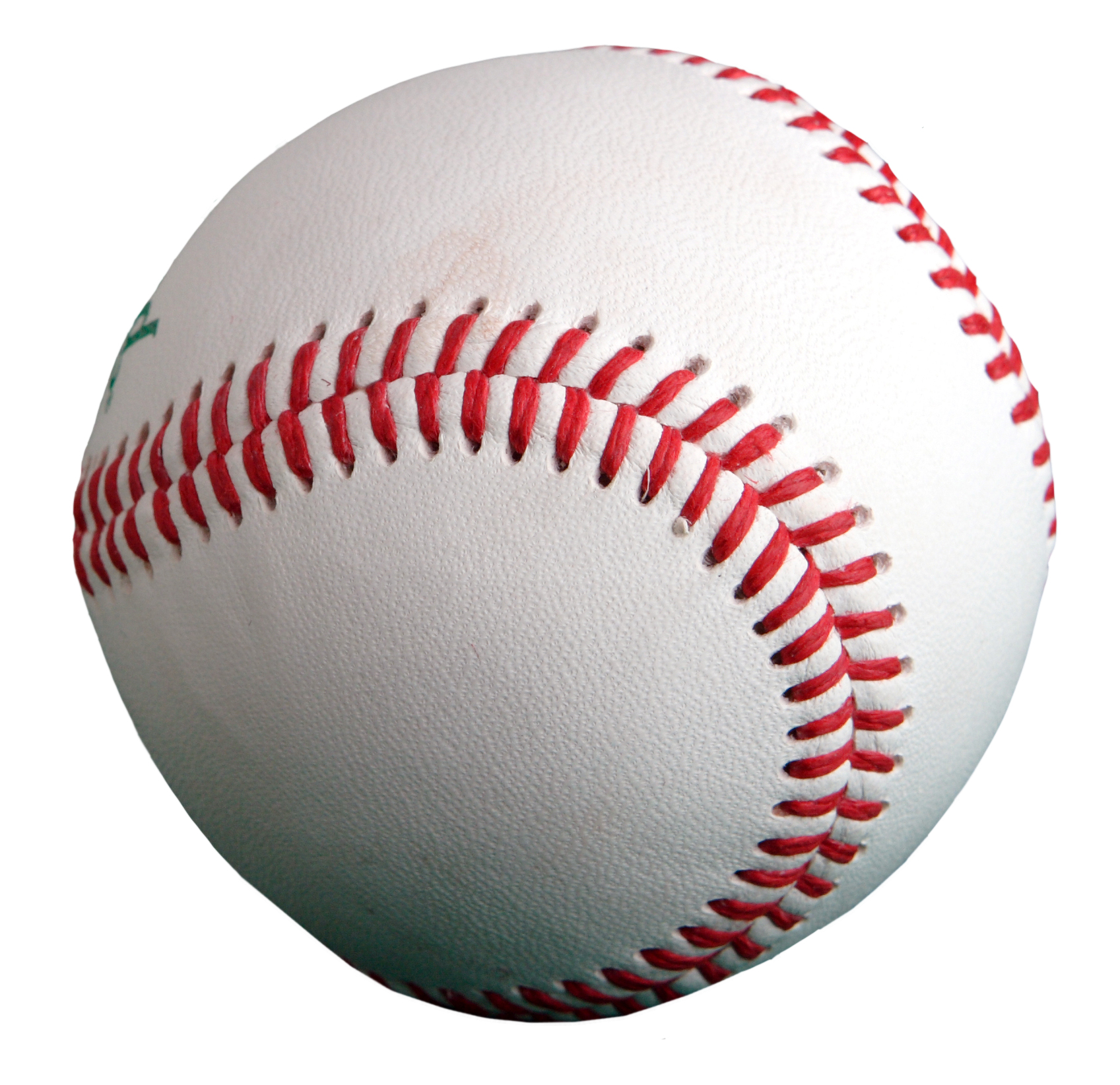
Pilota de beisbol

L'objectiu del joc és aconseguir més carreres que l'equip contrari. Una carrera s'obté quan un batedor completa una volta, havent trepitjat les 4 bases del diamant sense ser eliminat.
La durada d'un partit és de 9 entrades ('innings). Una entrada s'acompleix quan els 2 equips han passat una vegada per l'atac i una per la defensa.
Objectiu del joc: Cada equip ha d'intentar aconseguir el màxim nombre de curses durant el partit. Una cursa s'aconsegueix quan algun corredor passa per sobre les tres bases, fins a la base de meta o casa, d'una en una o d'un sol cop.
L'equip defensor ha d'intentar eliminar els jugadors de l'equip atacant perquè no aconsegueixin completar la cursa. Quan n'elimina tres, passa a ser atacant. Cada equip serà atacant i defensor nou vegades durant un partit.
El terreny de joc:
És una superfície a l'aire lliure en què destaquen un camp de gespa en forma de rombe i una zona de terra que l'envolta.
Hi trobem diferents zones: camp exterior, terreny nul, àrea de llançament, terreny de falta, les banquetes i les quatre bases.
En la primera part de l'entrada l'equip visitant ataca (pren el torn al bat), i el local defensa (cobrint el terreny de joc). Quan en l'equip atacant queden eliminats (out) 3 jugadors, es canvien les posicions, i l'equip que defensa passa a atacar.
Quan un equip ataca, cada jugador anirà a batre segons un ordre preestablert de l'1 al 9, amb l'objectiu de batre el més lluny possible la bola que els llança el pitcher (llançador) contrari per tal d'arribar a alguna base.
Quan un equip defensa, cada jugador se situa en el terreny de joc segons la posició que li pertoca, disposat a eliminar els batedors o corredors contraris.

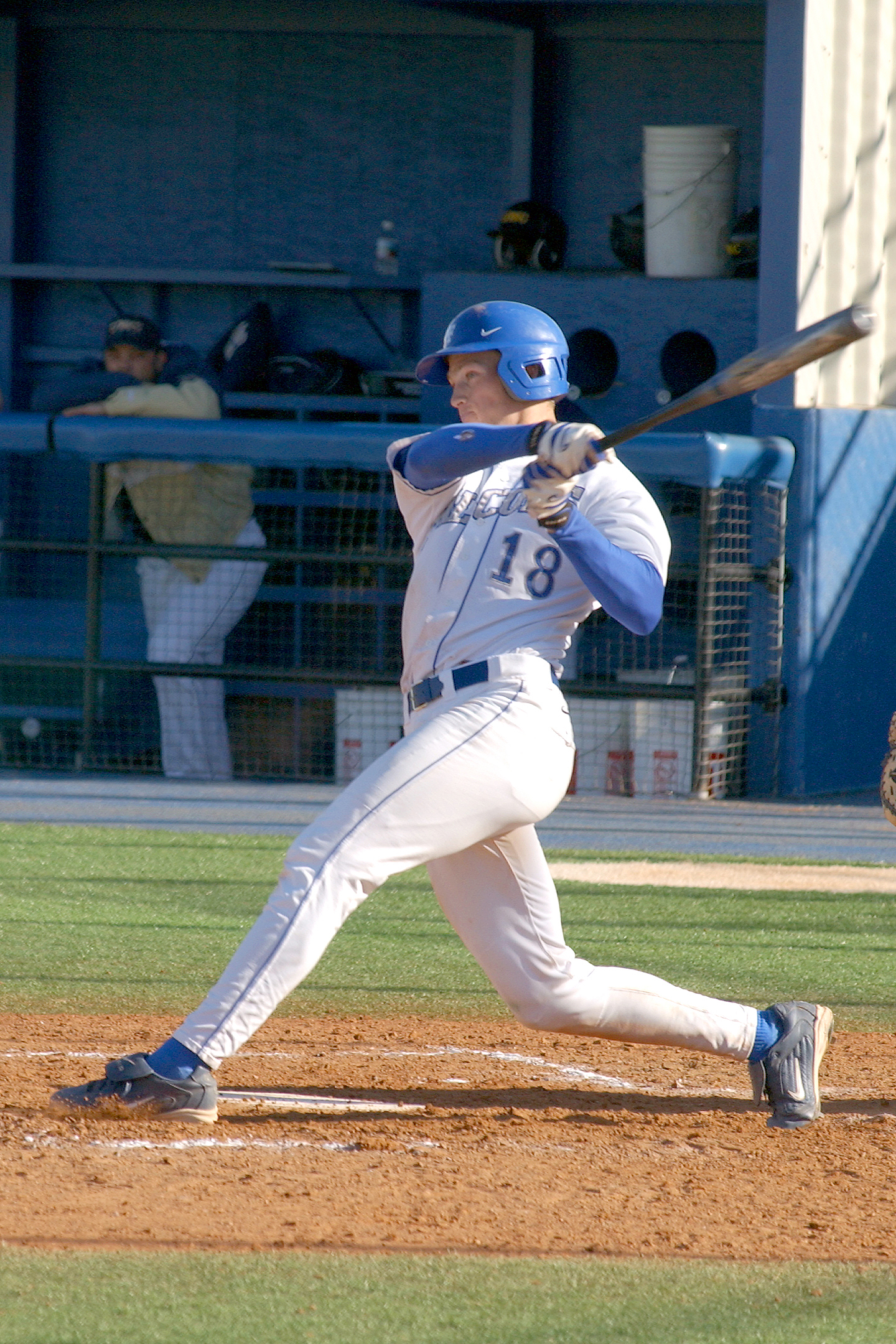
Imatge d'un batedor.

El batedor es converteix en corredor:
1. Batuda fora de l'abast de qualsevol defensor, que li permet arribar a alguna de les bases.
2. El pitcher llança 4 'boles'(fora de la zona de strike) o colpeja el batedor amb un llançament, fet que li dona dret a avançar fins a la 1a base.

Zona de Strike
És l'espai situat sobre la base meta (Home) i, aproximadament, entre les aixelles i la part superior dels genolls del batedor.
L'àrbitre canta Strike quan el batedor passa el bat sense tocar la bola. També el canta si no el passa i la bola llançada passa per la zona de strike.
L'àrbitre canta 'bola' a tot llançament que no passi per la zona de strike, sempre que el batedor no l'hagi intentat colpejar.
Formes d'eliminar (outs):
1. Strikeout. Quan el llançador aconsegueix 3 strikes sense que el batedor pugui tocar la pilota amb el bat, aquest queda eliminat.
2. Out (eliminació) forçat. Quan un defensor en possessió de la bola trepitja la base a la qual el corredor o batedor està obligat a avançar.
3. Out de fly (eliminació de vol). Tota pilota batuda de globus i agafada en l'aire per qualsevol defensor elimina el batedor.
4. Out (eliminació) no forçat. Tot corredor que no està en contacte amb la base que li pertoca i és tocat amb la bola per un defensor queda eliminat.

Safe (corredor salvat):
Al contrari, sempre que el corredor arribi o torni a la seva base abans que el toqui el defensor amb la bola, es mantindrà en joc.
Vocabulari:

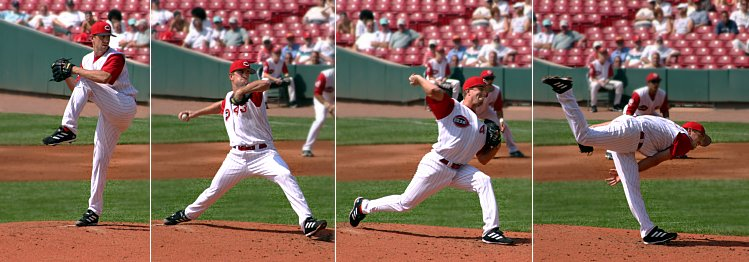
Seqüència del moviment que fa el pitcher

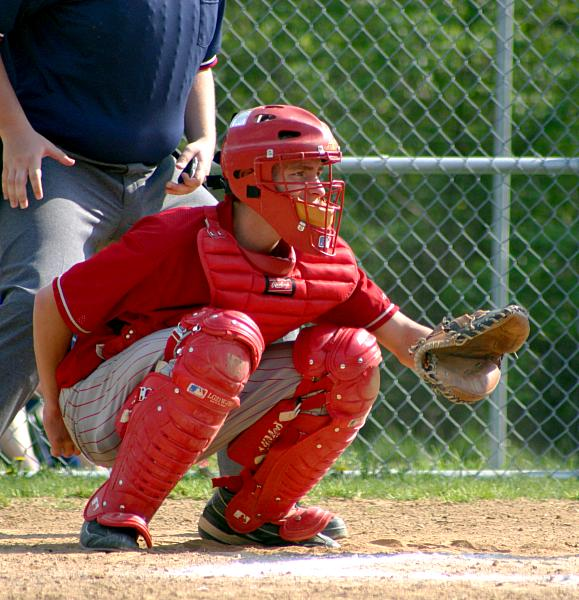
Un catcher durant el joc.

- Home Plate. Base meta (zona de batre).
- Bases. Coixinets situats en els angles del camp interior (primera, segona, tercera).
- Pitcher. Llançador, defensa que llança la bola al batedor.
- Catcher. Receptor, director del joc defensiu de l'equip.
- Infielder. Defensor del camp interior (1B, 2B, 3B, SS).
- Outfielder. Defensor del camp exterior (LF, CF, RF).
- Strike. Llançament dins la zona de batre, o batuda fallida.
- Bola. Llançament fora de la zona de batre.
- Strikeout. Batedor eliminat per strikes.
- Out. Atacant (batedor o corredor) eliminat.
- Safe. Atacant salvat.
- Error. Errada d'un defensor.
- Fair Ball. Batuda bona, dins les línies del terreny vàlid.
- Foul Ball. Batuda dolenta, fora de les línies del terreny vàlid.
- Ground Ball. Batuda per terra.
- Fly. Globus, batuda enlaire.
- Toc. Batuda suau que deixa la bola morta a terra.
- Hit. Batuda que permet arribar a una de les bases (sense error de la defensa).
- Homerun. Batuda més enllà del límit del terreny, fet que permet recórrer les 4 bases.
- Carrera. Anotació dels atacants.
- Play (play ball). Inici o represa del joc.
- Time (time out). Suspensió temporal del joc, temps mort.
- Umpire. Àrbitre.
- Inning. Entrada, cada una de les 9 parts que conformen un partit.

## Història

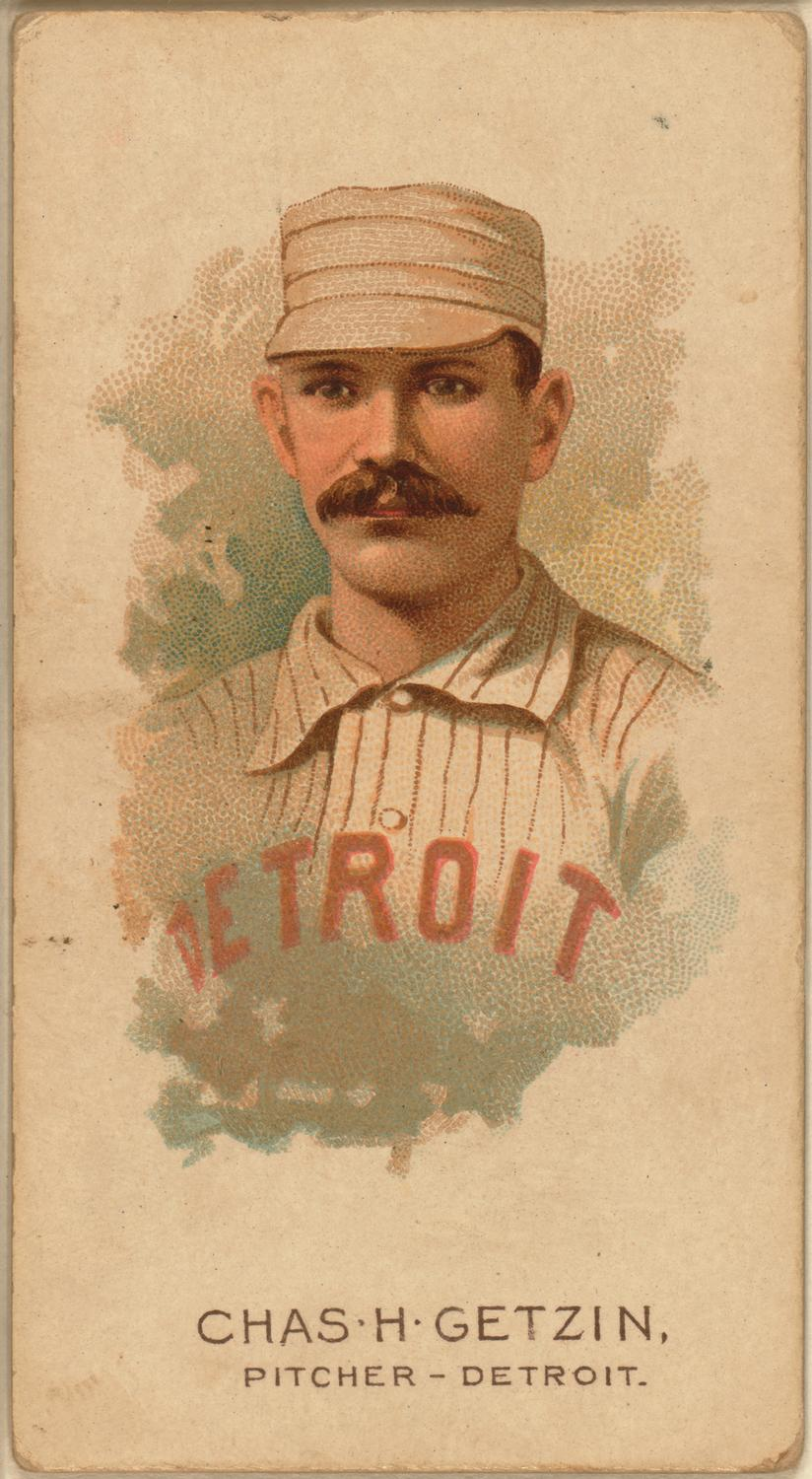
Targeta col·leccionable d'un jugador del

Diagrama d'un camp de beisbol

### Orígens
Hi ha proves que s'han practicat jocs amb un pal i una bola des dels primers albors de la civilització. Cultures antigues, a Pèrsia, Egipte i Grècia, van practicar jocs amb un pal i una bola per divertir-se i com a part de certes cerimònies. Jocs d'aquest tipus es van estendre durant l'Edat Mitjana per tot Europa i es van fer populars en variades formes. Els europeus van introduir jocs semblants a les seves colònies d'Amèrica cap al segle xv. Tanmateix, van ser considerats com jocs infantils fins al segle xvi.
Hi ha, malgrat la versió popular de l'origen del beisbol creat per Doubleday, nombroses referències als termes "baseball" i "bat-and-ball" es troben en documents dels primers anys del segle xviii. L'origen del beisbol en realitat hauria de ser definit com l'evolució del beisbol, car amb base en el que els historiadors del joc han vingut trobant, és una derivació del joc "stool ball" que data des de l'edat mitjana i, al seu torn, el "stool ball "prové de jocs rituals practicats en el món antic. La primera referència del terme "base ball" es dona en 1744 poc menys de 100 anys abans que Abner Doubleday suposadament ho inventés a Cooperswton, Nova York el 1839.
En 1744 sorgeix a Anglaterra la primera evidència impresa del joc 'Base Ball' que va ser publicada en un llibre de passatemps infantils. Entre aquest any i 1796 sorgeixen diverses referències més sobre baseball a Europa donant compte d'un joc de petites dimensions jugat per nens i nenes. En 1796 es publiquen a Alemanya les primeres regles de "base ball", cosa que dona compte del fet que, probablement, en aquest país ja es practicava el joc.

### Desenvolupament als Estats Units
El joc emigra d'Europa a Amèrica entre mitjans i finals del segle xviii portat pels colons anglesos que s'establien en el Nou Món. La primera referència de beisbol jugant als Estats Units data de l'abril de 1778 registrada en el seu diari pel soldat George Ewing: "vaig fer exercici a la tarda i en els intervals jugar base." El 1786, l'estudiant de Princeton, John Rhea Smith, esmenta en el seu diari que, "un bon dia, vaig jugar a basti ball (sic) al campus però vaig ser batut per error els catches i colpejant la pilota." Posteriorment, el 1791, s'emet una prohibició al poble de Pittsfield Massachusetts per "preservar les finestres de la nova Casa de Juntes ... cap persona, serà permesa de practicar els jocs anomenats Wicket, Cricket, Base Ball, Football, Cat, Fives o qualsevol altre joc de pilota, dins d'una distància de 80 iardes de la referida Casa de Juntes."
De totes maneres és a partir de la llista de regles publicades per Alexander Cartwright el 1845, conegudes com les Knickerbocker Rules per ser les aplicades per l'equip Knickerboker Baseball Club de Nova York, que es va establir i va evolucionar la forma moderna del joc. No fou fins a l'any 1858 quan s'organitzà a Nova York una assemblea amb vint-i-cinc clubs que fixà les bases definitives del reglament d'aquest esport.
Ràpidament esdevingué popular als Estats Units, on es creà, l'any 1871, la National Association of Professional Baseball Players, i, l'any 1901, l'American League. Aquests organismes promogueren i organitzaren les grans competicions nacionals de clubs professionals. Actualment, als Estats Units s'organitzen en les anomenades Major Leagues, les Minor Leagues i les lligues universitàries. Entre els clubs més destacats del planeta podem esmentar els New York Yankees, Saint Louis Cardinals, Philadelphia Athletics, New York Giants, Washington Senators, Pittsburg Pirates o Chicago Cubs.
El beisbol es propagà per Amèrica Central, especialment a Mèxic, Cuba o la República Dominicana, i al Japó, on és un esport molt popular, rivalitzant amb altres esports com el futbol. També es propagà per Sud-amèrica, principalment pels països banyats per Carib. A Europa fou introduït pels soldats nord-americans durant la Primera Guerra Mundial (1918), i és practicat a diversos països, destacant Itàlia i els Països Baixos, tot i que mai ha esdevingut un esport de masses.

### El beisbol a Catalunya
A Catalunya fou introduït el 1923 pel periodista Agustí Peris de Vargas, que l'importà de Cuba i en fou el primer jugador i entrenador. Els primers clubs sorgiren a Barcelona, entre ells el Català BBC, la Sociedad Hispano-Americana de Base-Ball, el Canadenc (format pels empleats de l'empresa la Canadenca), l'Universitari i el Futbol Club Barcelona. El 1940 aparegueren l'Hèrcules de les Corts, el RCD Espanyol i el 1951 els Pops de Lloret de Mar. El 1945 fou disputat el primer campionat d'Espanya que fou guanyat per l'Espanyol de Barcelona, derrotant a la final l'Amèrica de Madrid. A partir dels anys 50, l'esport s'estengué per diferents localitats catalanes, destacant Cornellà, Viladecans, Gavà i Sabadell.
El Club Beisbol Viladecans va ser un dels pocs clubs de beisbol que va sobreviure als difícils anys de la fi de l'època daurada d'aquest esport a Espanya a la vora de 1970. Amb la introducció de canals múltiples a la televisió l'augment massiu de l'interès del públic en la Primera Divisió de la lliga espanyola de futbol va eclipsar altres esports d'equip. Com a conseqüència molts clubs de beisbol catalans no varen poder competir i varen desaparèixer. El CB Viladecans es convertí durant els anys 80 i 90 en el club més destacat de l'estat, pràcticament imbatible i amb un rècord de títols consecutius difícil d'igualar.

## Estratègia i tàctiques
Moltes de les decisions estratègiques abans i durant els partits de beisbol giren al voltant d'un fet fonamental: en general, els batedors dretans tendeixen a tenir més èxit contra llançadors esquerrans i, encara més, els batedors esquerrans tendeixen a tenir més èxit contra els llançadors dretans. Un entrenador amb diversos batedors esquerrans a l'alineació habitual que sàpiga que el seu equip s'enfrontarà a un llançador inicial esquerrà pot respondre fent començar un o més dels substituts dretans de la plantilla de l'equip. A les entrades finals dels partits, a mesura que entren en joc els llançadors i batedors substituts, els entrenadors rivals sovint faran molts canvis, intentant crear combinacions favorables amb les substitucions: l'entrenador de l'equip defensor intentarà crear combinacions en què el llançador i el batedor fan servir la mateixa mà, mentre que l'entrenador de l'equip atacant intentarà crear combinacions en què facin servir mans diferents. En un equip que es trobi per davant al marcador a les últimes entrades, un entrenador pot retirar un jugador titular (especialment un que probablement ja no tornarà a batre) per posar-hi un jugador de camp més hàbil.

### Tàctiques ofensives i defensives

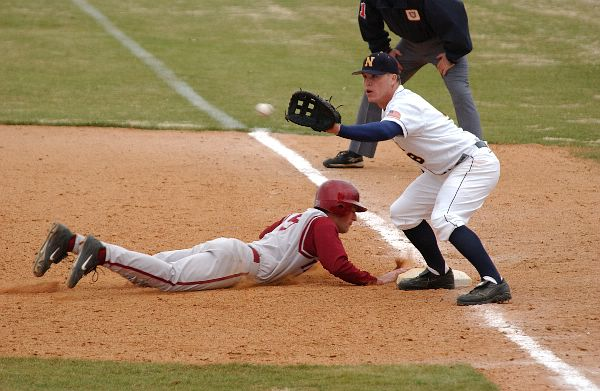
El primera base rep un llançament de pickoff, mentre el corredor es llança de nou a la primera base.

La decisió tàctica que precedeix gairebé cada jugada d'un partit de beisbol implica la selecció del llançament. Entre l'àmplia varietat de llançaments que es poden executar, els quatre tipus bàsics són la recta, el canvi de velocitat i dos llançaments trencants: el llançament de corba i el llançament lliscat.

## Popularitat i impacte cultural

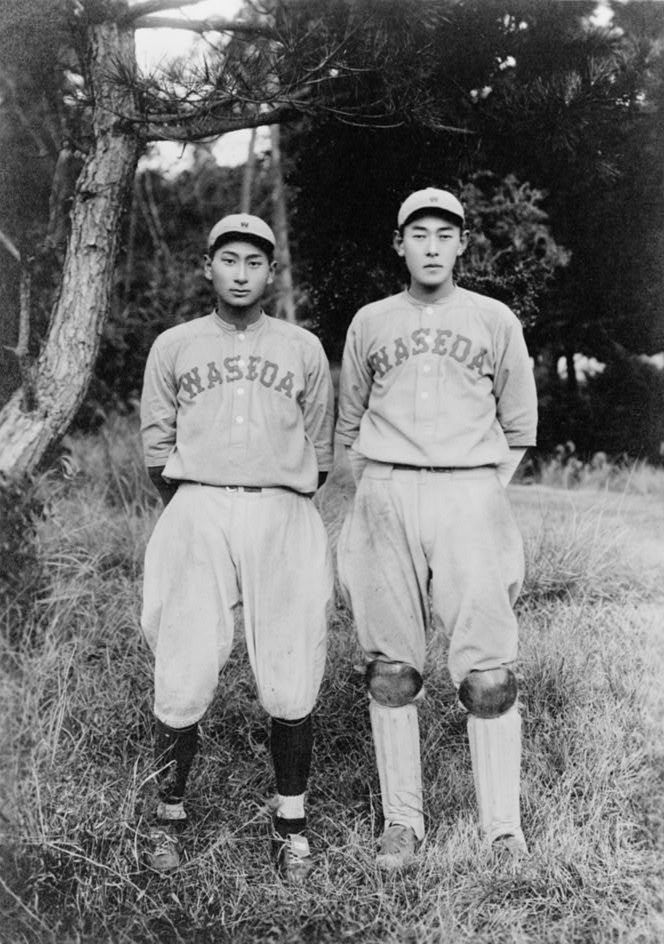
Dos jugadors de l'equip de beisbol de Tòquio, la Universitat de Waseda del Japó el 1921

Escrivint el 1919, el filòsof Morris Raphael Cohen va descriure el beisbol com la religió nacional dels EUA. En paraules del columnista esportiu Jayson Stark, el beisbol ha estat durant molt de temps "un model únic de la cultura nord-americana", un estatus que considera devastat per l'escàndol de l'abús d'esteroides. El beisbol també té un lloc important en altres cultures nacionals: l'estudiós Peter Bjarkman descriu "el profundament arrelat que l'esport està arrelat a la història i la cultura d'una nació com Cuba, [i] a quina profunditat va ser remodelat i nativitzat radicalment al Japó".

### Als Estats Units
El partit de la Lliga Major als Estats Units estava adreçat originalment a un públic de classe mitjana i de coll blanc: en relació amb altres passatemps d'espectadors, el preu de l'entrada de 50 cèntims de la Lliga Nacional el 1876 era alt, mentre que la ubicació dels camps de joc fora del centre de la ciutat i la programació diürna de jocs entre setmana també van ser obstacles per a un públic de coll blau. Un segle després, la situació era molt diferent. Amb l'augment de la popularitat d'altres esports d'equip amb preus mitjans molt més alts de les entrades (futbol, bàsquet i hoquei), el beisbol professional s'havia convertit en un dels esports d'espectadors nord-americans més orientats al coll blau.

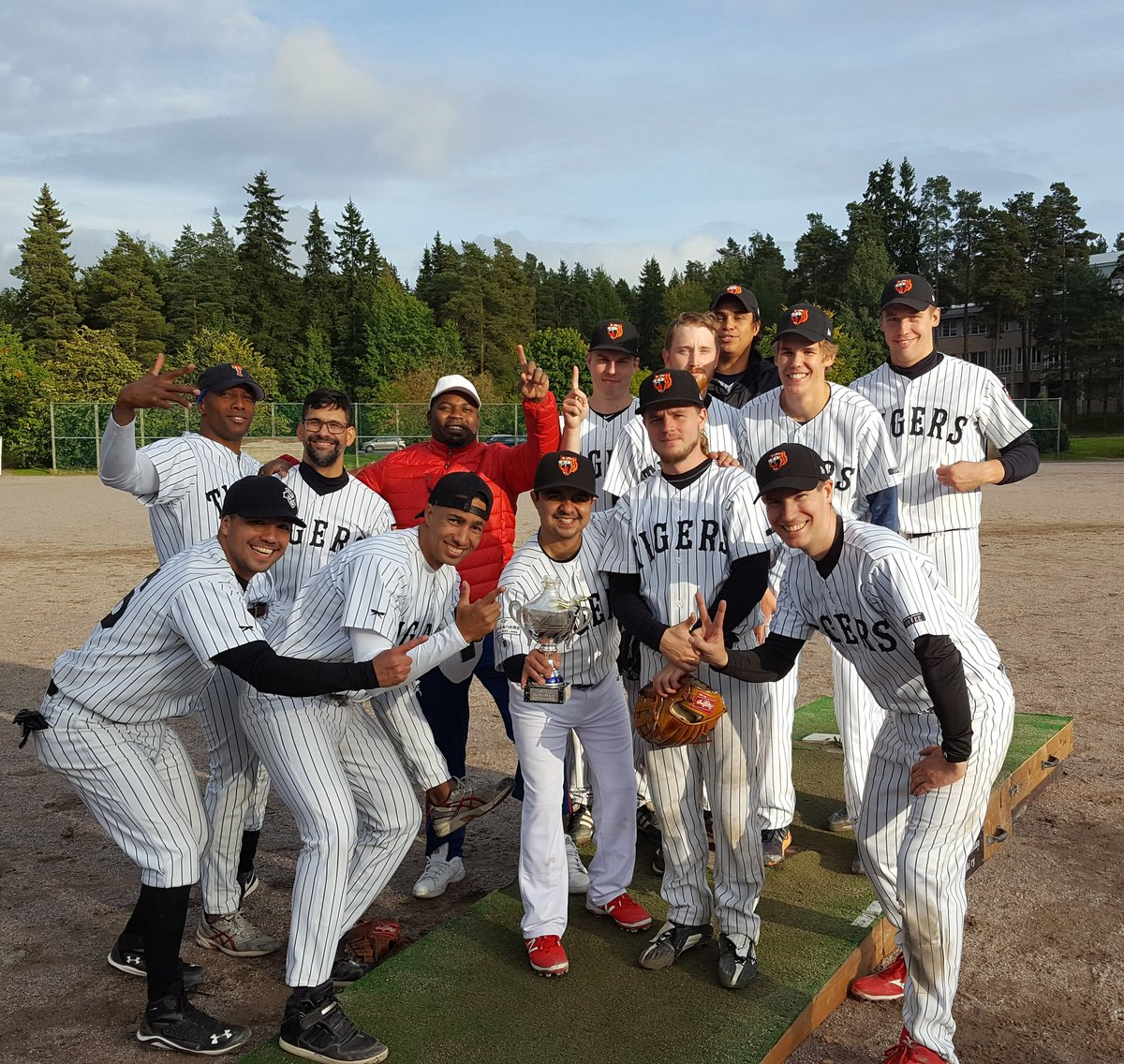
Els Tigres de Tampere celebren el títol de 2017 a Turku, Finlàndia

En general, el beisbol té un gran nombre de seguidors als Estats Units; una enquesta del 2006 va trobar que gairebé la meitat dels nord-americans són fans. A finals del 1900 i principis del 2000, la posició del beisbol en comparació amb el futbol dels Estats Units va moure's en direccions contradictòries. El 2008, MLB va establir un rècord d'ingressos de 6,5 mil milions de dòlars, igual que els ingressos de la NFL per primera vegada en dècades. El 2017 es va establir un nou rècord d'ingressos de la MLB de més de 10.000 milions de dòlars. D'altra banda, el percentatge d'aficionats als esports nord-americans enquestats que van anomenar el beisbol com el seu esport favorit va ser del 9%, en comparació amb el futbol professional del 37%. L'any 1985, les respectives xifres eren de futbol professional 24%, beisbol 23%. Com que hi ha molts més partits de la lliga important jugats, no hi ha comparació en l'assistència general. L'any 2008, l'assistència total als partits de la lliga major va ser la segona més alta de la història: 78,6 milions, un 0,7% de descompte del rècord establert l'any anterior. L'any següent, enmig de la recessió dels Estats Units, l'assistència va caure un 6,6% fins als 73,4 milions. Vuit anys després, va caure per sota dels 73 milions. L'assistència als partits celebrats sota el paraigua de la Lliga Menor de beisbol va establir un rècord el 2008, amb 43,3 milions. Tot i que els jocs de la MLB no han atregut la mateixa audiència de televisió nacional que els de futbol, els jocs de la MLB són dominants als mercats locals dels equips i dirigeixen regularment tots els programes en primetime als seus mercats durant l'estiu.

## Competicions
- Major League Baseball (MLB)
- Copa d'Europa de Beisbol
- Recopa d'Europa de Beisbol
- Copa de la CEB
- Lliga espanyola de beisbol